# Henderson (Carolina del Nord)
Henderson è una città degli Stati Uniti d'America, situata nella Contea di Vance nello Stato della Carolina del Nord.